# Giancarlo Marocchi
Giancarlo Marocchi (Imola, 4 luglio 1965) è un dirigente sportivo, commentatore televisivo ed ex calciatore italiano, di ruolo centrocampista.

## Carriera

### Giocatore

#### Club

Marocchi al Bologna nel 1988, alle prese con il triestino Strappa.

Marocchi solleva il trofeo della Coppa Italia 1994-1995 vinta con la Juventus

Muove i suoi primi passi nel Bologna, squadra che lo preleva dalle giovanili dell'Imola, sua città di origine, e con il quale esordisce, non ancora diciassettenne, in Serie B nel campionato 1982-1983. Dopo la retrocessione dei felsinei in Serie C1 diventa titolare, riconquistando la promozione fra i cadetti e disputando altre quattro stagioni in rossoblù, emergendo al contempo come uno dei punti di forza del centrocampo petroniano.
Nel 1987-1988 è tra i trascinatori della squadra verso una promozione in Serie A che mancava alla società bolognese da sei anni. In seguito passa alla Juventus per 4,5 miliardi di lire, club nel quale diventa subito titolare senza saltare alcuna partita del campionato 1988-1989.
Nella sua seconda stagione a Torino, 1989-1990, conquista i suoi primi trofei grazie al double continentale composto da Coppa Italia e Coppa UEFA; a tali successi seguono un'altra Coppa UEFA nell'edizione 1992-1993, il double nazionale formato dallo scudetto – assente in casa bianconera da nove anni – e da una seconda Coppa Italia nell'annata 1994-1995, e, nell'ultima sua stagione in maglia juventina, la Champions League 1995-1996, non prendendo tuttavia parte alla vittoriosa finale di Roma contro gli olandesi dell'Ajax.
Tornato al Bologna nell'estate del 1996, disputa altri quattro campionati in maglia rossoblù, raggiungendo con la squadra emiliana la semifinale di Coppa UEFA 1998-1999; qui, nella sfida di ritorno al Dall'Ara contro i francesi dell'Olympique Marsiglia, riceve un'espulsione rimediando quattro turni di squalifica. Con i bolognesi chiude definitivamente la carriera nel 2000, all'età di trentacinque anni.
In diciotto stagioni da professionista ha disputato 500 partite in campionato con 33 reti; 287 con il Bologna (18 reti) e 213 con la Juventus (con 15 reti). Le presenze in Serie A sono 329 (213 con la Juventus e 116 con il Bologna) con 20 reti.

#### Nazionale
Il 22 dicembre 1988 è convocato in nazionale dal commissario tecnico Azeglio Vicini, esordendo da titolare nella gara vinta per 2-0 contro la Scozia.
Disputa, tra il 1988 e il 1991, 11 partite in azzurro, ed è tra i convocati per il campionato del mondo 1990 organizzato in Italia; tuttavia, non scende in campo nel corso della manifestazione, chiuso nel ruolo da Giannini, Berti e Ancelotti nonché dal compagno di squadra in bianconero De Agostini. Marocchi esce definitivamente dal giro azzurro dopo che a Vicini subentra Arrigo Sacchi.
La sua ultima partita in nazionale risale al 13 febbraio 1991, a Terni, contro il Belgio (0-0).

### Dopo il ritiro
Terminata l'attività agonistica, in un primo tempo abbandona il mondo del calcio per poi comunque tornarvi all'interno del Bologna dove ha rivestito più ruoli: osservatore, team manager, direttore generale e, dal 2006 fino a maggio del 2010, responsabile tecnico del settore giovanile.
Diventa poi commentatore tecnico per Sky Sport.

## Statistiche

### Presenze e reti nei club
| Stagione        | Squadra         | Campionato      | Campionato | Campionato | Coppe nazionali | Coppe nazionali | Coppe nazionali | Coppe continentali | Coppe continentali | Coppe continentali | Altre coppe | Altre coppe | Altre coppe | Totale | Totale |
| Stagione        | Squadra         | Comp            | Pres       | Reti       | Comp            | Pres            | Reti            | Comp               | Pres               | Reti               | Comp        | Pres        | Reti        | Pres   | Reti   |
| --------------- | --------------- | --------------- | ---------- | ---------- | --------------- | --------------- | --------------- | ------------------ | ------------------ | ------------------ | ----------- | ----------- | ----------- | ------ | ------ |
| 1982-1983       | Bologna         | B               | 8          | 0          | CI              | 0               | 0               | -                  | -                  | -                  | -           | -           | -           | 8      | 0      |
| 1983-1984       | Bologna         | C1              | 25         | 1          | CI+CI-C         | 3+2             | 0+1             | -                  | -                  | -                  | -           | -           | -           | 30     | 2      |
| 1984-1985       | Bologna         | B               | 35         | 6          | CI              | 5               | 0               | -                  | -                  | -                  | -           | -           | -           | 40     | 6      |
| 1985-1986       | Bologna         | B               | 32         | 0          | CI              | 5               | 1               | -                  | -                  | -                  | -           | -           | -           | 37     | 1      |
| 1986-1987       | Bologna         | B               | 34         | 1          | CI              | 8               | 2               | -                  | -                  | -                  | -           | -           | -           | 42     | 3      |
| 1987-1988       | Bologna         | B               | 37         | 5          | CI              | 6               | 0               | -                  | -                  | -                  | -           | -           | -           | 43     | 5      |
| 1988-1989       | Juventus        | A               | 34         | 1          | CI              | 8               | 0               | CU                 | 7                  | 0                  | -           | -           | -           | 49     | 1      |
| 1989-1990       | Juventus        | A               | 32         | 5          | CI              | 8               | 1               | CU                 | 11                 | 2                  | -           | -           | -           | 51     | 8      |
| 1990-1991       | Juventus        | A               | 31         | 3          | CI              | 6               | 0               | CdC                | 7                  | 0                  | SI          | 1           | 0           | 45     | 3      |
| 1991-1992       | Juventus        | A               | 31         | 1          | CI              | 10              | 1               | -                  | -                  | -                  | -           | -           | -           | 41     | 2      |
| 1992-1993       | Juventus        | A               | 23         | 1          | CI              | 6               | 0               | CU                 | 4                  | 0                  | -           | -           | -           | 33     | 1      |
| 1993-1994       | Juventus        | A               | 28         | 2          | CI              | 2               | 1               | CU                 | 7                  | 1                  | -           | -           | -           | 37     | 4      |
| 1994-1995       | Juventus        | A               | 26         | 2          | CI              | 10              | 2               | CU                 | 11                 | 1                  | -           | -           | -           | 47     | 5      |
| 1995-1996       | Juventus        | A               | 8          | 0          | CI              | 1               | 0               | UCL                | 7                  | 1                  | SI          | 0           | 0           | 16     | 1      |
| Totale Juventus | Totale Juventus | Totale Juventus | 213        | 15         |                 | 51              | 5               |                    | 54                 | 5                  |             | 1           | 0           | 319    | 25     |
| 1996-1997       | Bologna         | A               | 33         | 4          | CI              | 5               | 0               | -                  | -                  | -                  | -           | -           | -           | 38     | 4      |
| 1997-1998       | Bologna         | A               | 31         | 1          | CI              | 3               | 0               | -                  | -                  | -                  | -           | -           | -           | 34     | 1      |
| 1998-1999       | Bologna         | A               | 29+2       | 0          | CI              | 6               | 0               | Int+CU             | 2+10               | 0                  | -           | -           | -           | 49     | 0      |
| 1999-2000       | Bologna         | A               | 23         | 0          | CI              | 0               | 0               | CU                 | 0                  | 0                  | -           | -           | -           | 23     | 0      |
| Totale Bologna  | Totale Bologna  | Totale Bologna  | 287+2      | 18         |                 | 43              | 4               |                    | 12                 | 0                  |             | -           | -           | 344    | 22     |
| Totale carriera | Totale carriera | Totale carriera | 502        | 33         |                 | 94              | 9               |                    | 66                 | 5                  |             | 1           | 0           | 663    | 47     |

### Cronologia presenze e reti in nazionale
| Cronologia completa delle presenze e delle reti in nazionale ― Italia | Cronologia completa delle presenze e delle reti in nazionale ― Italia | Cronologia completa delle presenze e delle reti in nazionale ― Italia | Cronologia completa delle presenze e delle reti in nazionale ― Italia | Cronologia completa delle presenze e delle reti in nazionale ― Italia | Cronologia completa delle presenze e delle reti in nazionale ― Italia | Cronologia completa delle presenze e delle reti in nazionale ― Italia | Cronologia completa delle presenze e delle reti in nazionale ― Italia |
| Data                                                                  | Città                                                                 | In casa                                                               | Risultato                                                             | Ospiti                                                                | Competizione                                                          | Reti                                                                  | Note                                                                  |
| --------------------------------------------------------------------- | --------------------------------------------------------------------- | --------------------------------------------------------------------- | --------------------------------------------------------------------- | --------------------------------------------------------------------- | --------------------------------------------------------------------- | --------------------------------------------------------------------- | --------------------------------------------------------------------- |
| 22-12-1988                                                            | Perugia                                                               | Italia                                                                | 2 – 0                                                                 | Scozia                                                                | Amichevole                                                            | -                                                                     |                                                                       |
| 29-3-1989                                                             | Sibiu                                                                 | Romania                                                               | 1 – 0                                                                 | Italia                                                                | Amichevole                                                            | -                                                                     | 51’                                                                   |
| 22-4-1989                                                             | Verona                                                                | Italia                                                                | 1 – 1                                                                 | Uruguay                                                               | Amichevole                                                            | -                                                                     |                                                                       |
| 20-9-1989                                                             | Cesena                                                                | Italia                                                                | 4 – 0                                                                 | Bulgaria                                                              | Amichevole                                                            | -                                                                     | 68’                                                                   |
| 11-11-1989                                                            | Vicenza                                                               | Italia                                                                | 1 – 0                                                                 | Algeria                                                               | Amichevole                                                            | -                                                                     |                                                                       |
| 21-2-1990                                                             | Rotterdam                                                             | Paesi Bassi                                                           | 0 – 0                                                                 | Italia                                                                | Amichevole                                                            | -                                                                     |                                                                       |
| 31-3-1990                                                             | Basilea                                                               | Svizzera                                                              | 0 – 1                                                                 | Italia                                                                | Amichevole                                                            | -                                                                     |                                                                       |
| 26-9-1990                                                             | Palermo                                                               | Italia                                                                | 1 – 0                                                                 | Paesi Bassi                                                           | Amichevole                                                            | -                                                                     |                                                                       |
| 17-10-1990                                                            | Budapest                                                              | Ungheria                                                              | 1 – 1                                                                 | Italia                                                                | Qual. Euro 1992                                                       | -                                                                     |                                                                       |
| 22-12-1990                                                            | Limassol                                                              | Cipro                                                                 | 0 – 4                                                                 | Italia                                                                | Qual. Euro 1992                                                       | -                                                                     |                                                                       |
| 13-2-1991                                                             | Terni                                                                 | Italia                                                                | 0 – 0                                                                 | Belgio                                                                | Amichevole                                                            | -                                                                     |                                                                       |
| Totale                                                                |                                                                       | Presenze                                                              | 11                                                                    |                                                                       | Reti                                                                  | 0                                                                     |                                                                       |

## Palmarès

### Club

#### Competizioni nazionali
- Campionato italiano di Serie B: 1

Bologna: 1987-1988
- Coppa Italia: 2

Juventus: 1989-1990, 1994-1995
- Campionato italiano: 1

Juventus: 1994-1995
- Supercoppa italiana: 1

Juventus: 1995

#### Competizioni internazionali

Da destra: Marocchi, Ravanelli e Torricelli festeggiano il successo juventino nella UEFA Champions League 1995-1996

- Coppa UEFA: 2

Juventus: 1989-1990, 1992-1993
- UEFA Champions League: 1

Juventus: 1995-1996
- Coppa Intertoto UEFA: 1

Bologna: 1998